# Oya (Pontevedra)
Oya (en gallego y oficialmente Oia) es un municipio ubicado en el litoral meridional de la provincia de Pontevedra. Forma parte de la comarca del Bajo Miño. Tiene una población de 3018 habitantes (según los datos del INE del año 2018).

## Topónimo
El topónimo Oia está bien documentado y desde época medieval, principalmente ligado al monasterio de Santa María localizado en este término. El documento más antiguo que cita esta localidad es un pergamino suelto que data de 1137

...pectet regie parti mille morabetinos et ecclesie Sancte Marie de Oia iam dicte et fratribus ibi existentibus in duplo restituat.

## Límites
El municipio de Oya limita, al norte, con el de Bayona, al este con el de Tomiño y al sur con el de Rosal. Ocupa, como puede verse en el mapa de su situación relativa, algo más del 50% de la especie de "peldaño" o escalón de la costa rectilínea presente entre el cabo Silleiro y la desembocadura del Miño, cerca del Monte de Santa Tecla (Monte de Santa Tegra) en La Guardia.

## Geografía

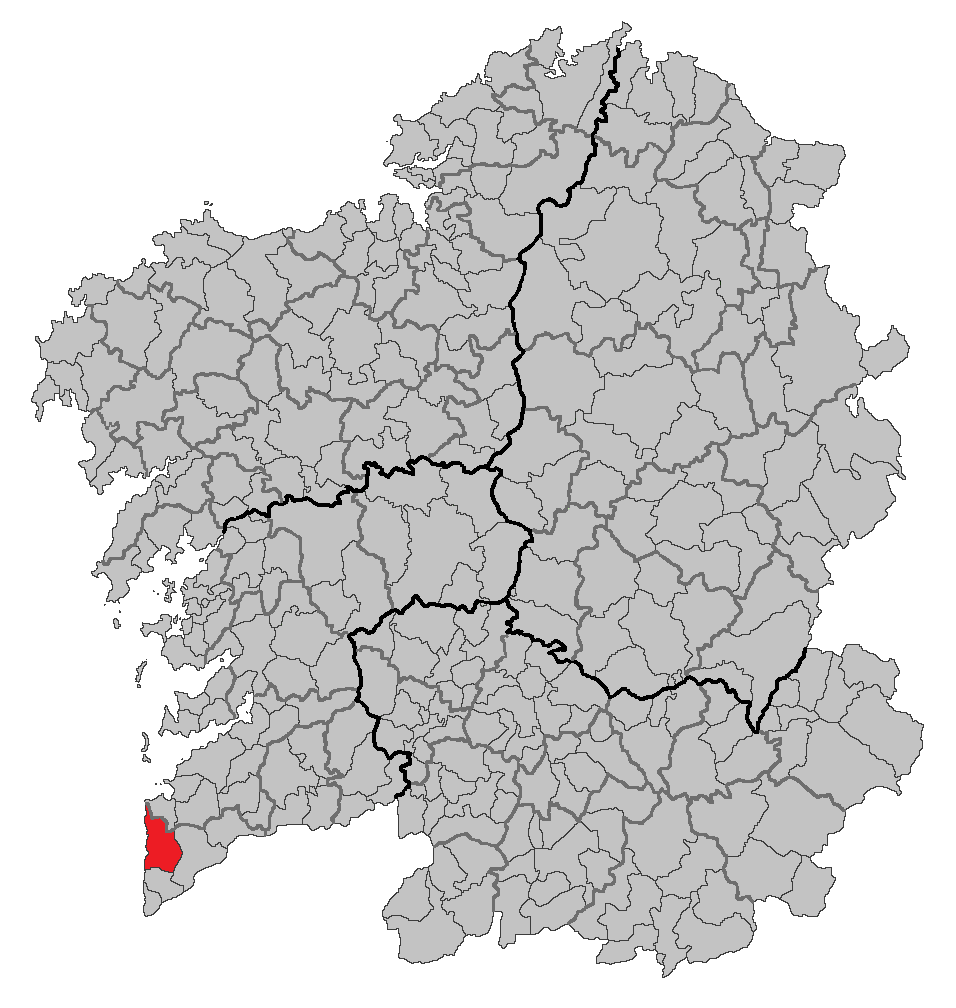
Mapa de situación.

Lo rectilíneo de la costa se debe a la existencia de una falla que corta nítidamente todos los relieves perpendiculares a la costa formando lo que en geología se denomina como facetas triangulares (puede verse una de ellas justo detrás del campanario de la iglesia en la imagen) que corresponden a un espejo de falla normal, en la que el lado deprimido se encuentra al pie del mismo, del lado de la costa. Por su parte, el lado levantado forma una fila montañosa también de norte a sur (Serra da Groba), que desciende en forma suave desde el norte (cerca de Bayona) en el Alto da Groba (662 m s. n. m.), hacia el sur dando origen a una especie de estrechamiento del estuario del Miño, justo en la desembocadura. Y en la parte oriental de esta fila montañosa, el relieve desciende hacia una depresión tectónica surcada por dos ríos: el río Da Groba hacia el norte, que desemboca en Bayona, y el río Tamuxe hacia el sur, que desemboca en el Miño ya cerca de su desembocadura.
La vegetación está formada por pinos, eucaliptos (plantados) y plantas de menor tamaño.
En todo el municipio (como en otras partes de Galicia) se crían grupos de caballos que pastan libremente en la zona montañosa de la Serra da Groba.

## Historia

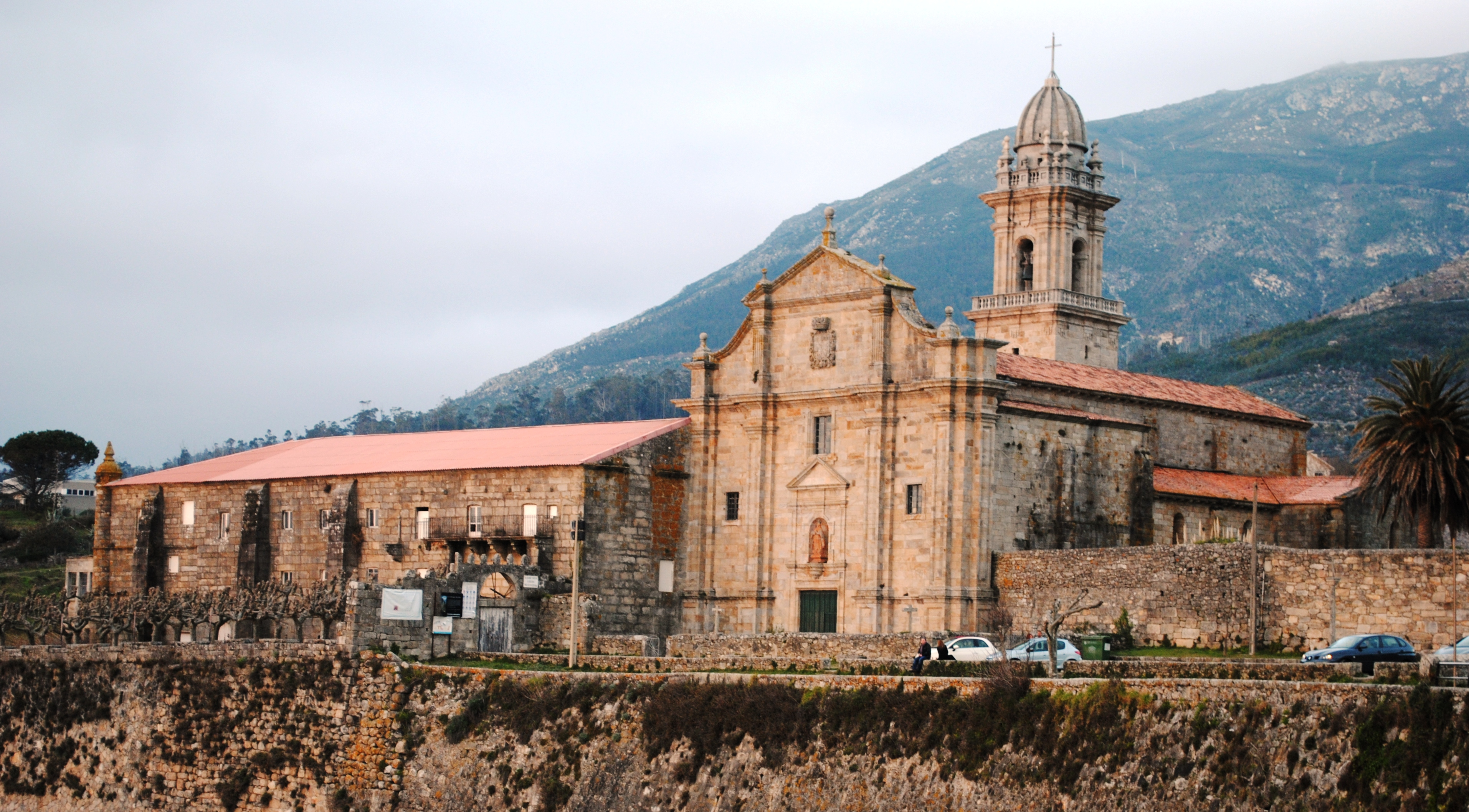
Iglesia de Santa María la Real, de Oia, con el antiguo monasterio, frente al océano Atlántico.

De la Edad del Bronce se han encontrado relieves y pinturas rupestres en los montes orientados hacia la costa. Hay abundantes restos de castros, principalmente, el yacimiento arqueológico de Bouza Fariña, en Mougás, en el cual se encontró un altar de sacrificios que ahora se encuentra en el Museo Arqueológico de Pontevedra. Y en Viladesuso hubo una villa romana con una ara que actualmente se encuentra en el Museo Diocesano de Tuy.
Sin embargo, la historia de Oya comenzó a girar en torno al Monasterio de Santa María de Oya, fundado por Alfonso VII en 1132 como abadía, siendo su primer abad Pedro de Incio. En 1185 adoptó la reforma cisterciense, sometiéndose a la abadía de Claraval la cual se incorporó en 1547 a la congregación cisterciense de Castilla. Dicho monasterio fue desamortizado y vendido a particulares en 1835, cuando la iglesia del monasterio se convirtió en iglesia parroquial.

## Geografía humana

### Demografía
Cuenta con una población de 3080 habitantes (INE 2024).
| Gráfica de evolución demográfica de Oia entre 1842 y 2021 |
| |
| Población de derecho según los censos de población del INE Población de hecho según los censos de población del INEEn estos censos se denominaba Oya: 1842, 1857, 1860, 1877, 1887, 1897, 1900, 1910, 1920, 1930, 1940, 1950, 1960, 1970 y 1981 |

### Parroquias
Parroquias que forman parte del municipio:
- Burgueira (San Pedro)
- Loureza (San Mamed)
- Mougás (Santa Eugenia)
- Oya[8] (Santa María)
- Pedornes (San Mamed)
- Villadesuso[8] (San Miguel)

## Economía

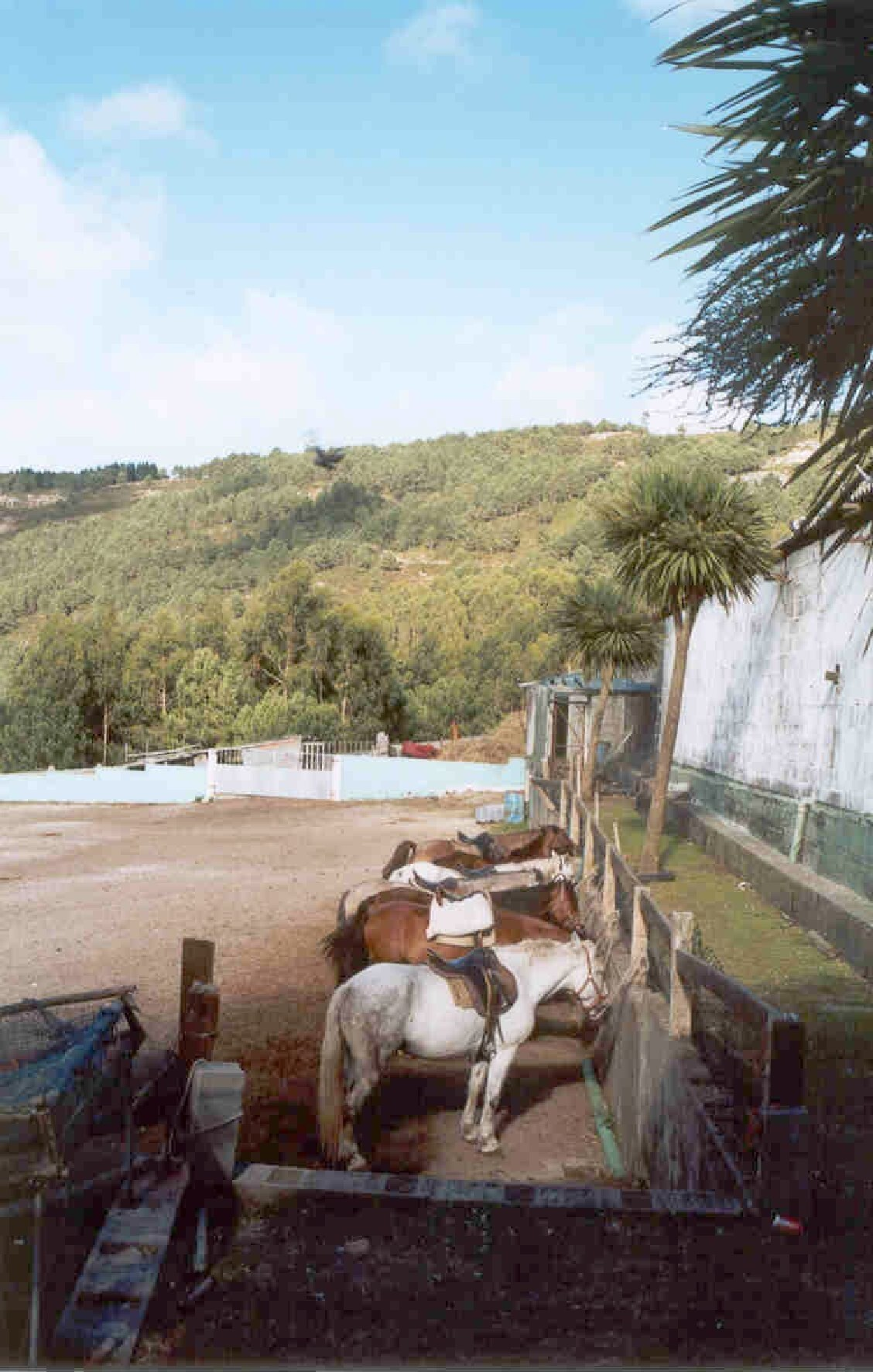
Corral de caballos en la parte alta de Mougás, en el municipio de Oya, Pontevedra.

La economía de Oya es básicamente agropecuaria y generalmente extensiva, siendo las parcelas más productivas de tamaño reducido, localizadas principalmente en la hoya de Mougás y en el valle paralelo a la costa surcado por el río Tamuxe, donde las pendientes más suaves permiten el desarrollo de bancales, además de que el viento es más débil y las condiciones ecológicas son más favorables (suelos más evolucionados y menos rocosos).
Se explotan los recursos forestales en forma mancomunada y la ganadería en escala reducida (vacas, con la variedad conocida como rubia gallega), ovejas y caballos, estos últimos criados en libertad, como ya se ha indicado, y que se concentran cada año en una especie de fiesta conocida como rapa das bestas que se lleva a cabo en corrales como el que existe en la parte alta de Mougás.
La costa, dada su forma rectilínea, no presenta buenas condiciones naturales para el desarrollo de la pesca, por lo que ésta es ocasional y de carácter artesanal.
En las últimas décadas ha aumentado decisivamente el turismo y la existencia de una moneda común ha incrementado el número de visitas procedentes, tanto de otras partes de Galicia y del resto de España, como de Portugal y de otros países.

## Administración Local
Alcaldes/Alcaldesas
- Alejandro Rodríguez Rodríguez
- Rosa Otero Carballa
- Cristina Correa Pombal

Corporación municipal
| Resultado elecciones municipales del 25 de mayo de 2015 en Oia |       |            |            |
| Nombre                                                         | Votos | Porcentaje | Concejales |
| Partido Popular de Galicia                                     | 685   | 36.17%     | 4          |
| Partido dos Socialistas de Galicia                             | 535   | 28.25%     | 3          |
| Converxencia Galega                                            | 491   | 25.92%     | 3          |
| Bloque Nacionalista Galego                                     | 156   | 8.24%      | 1          |

## Colegios
- CEIP Mestre Manuel García
- CEIP Refoxos

## Patrimonio
- Real Monasterio de Santa María (Oya)

## Deportes
- Oiense Club Fútbol (Fútbol)